# Egli (motorfiets)
Egli was een Zwitsers bedrijf dat motorfietsen maakte op basis van bestaande modellen.
Het werd opgericht door Fritz W. Egli en was gevestigd in Bettwil. Egli was een Zwitserse constructeur die in 1967 ruggengraatframes ontwikkelde voor de 1000cc-Vincent-machines. Later bouwde hij frames en ombouwpakketten voor onder andere Japanse viercilinders en verbeterde goedkope machines zoals de Enfield India-modellen en de Chang Jiang-boxers. In 2015 droeg Egli zijn bedrijf over aan de zakenman Alexander Frei, die nog enkele nieuwe modellen presenteerde, waaronder de "Frits W". Frei kon echter geen opvolger vinden en sloot het bedrijf eind 2023.

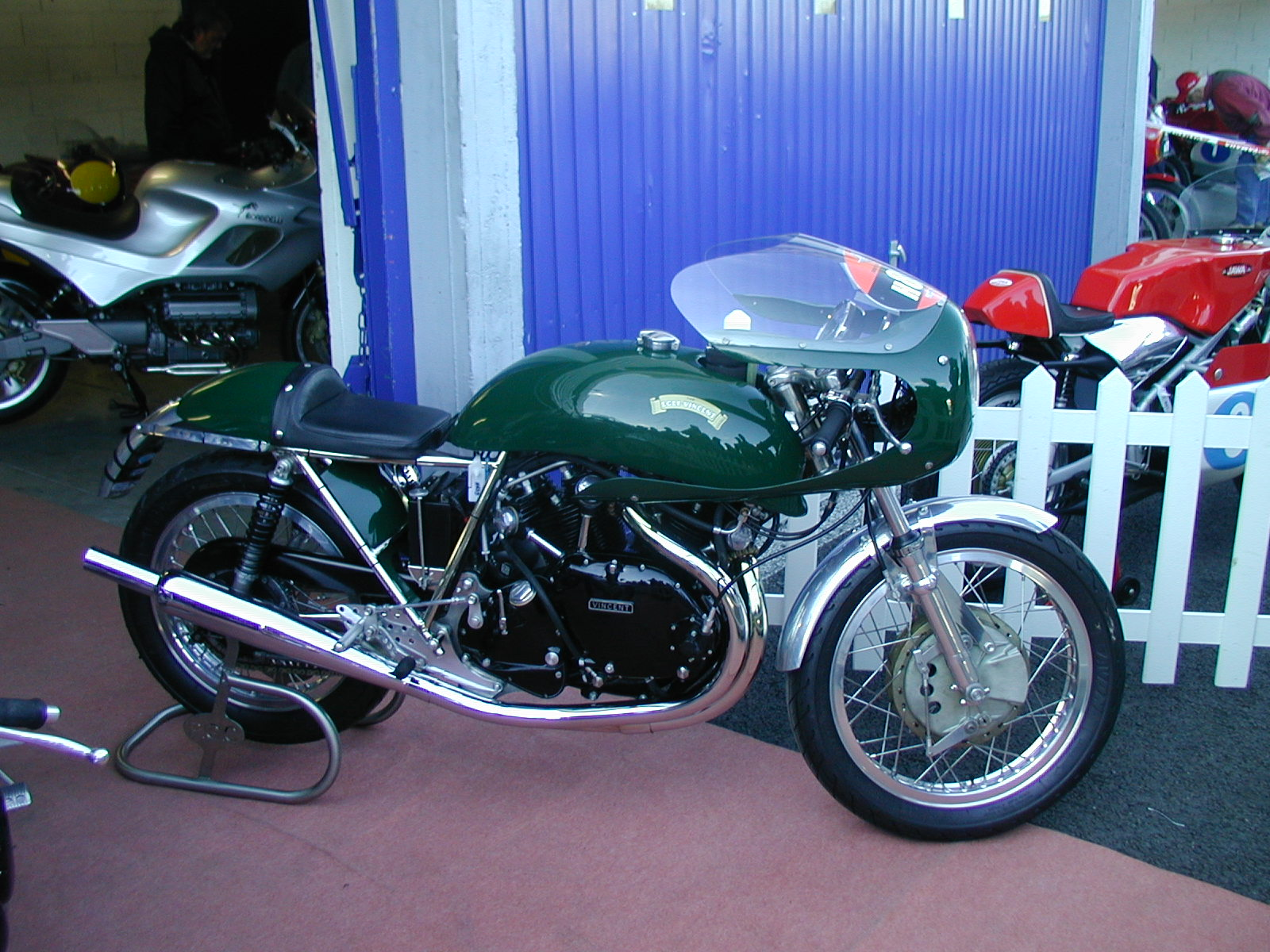
Egli-Vincent 1000 cc
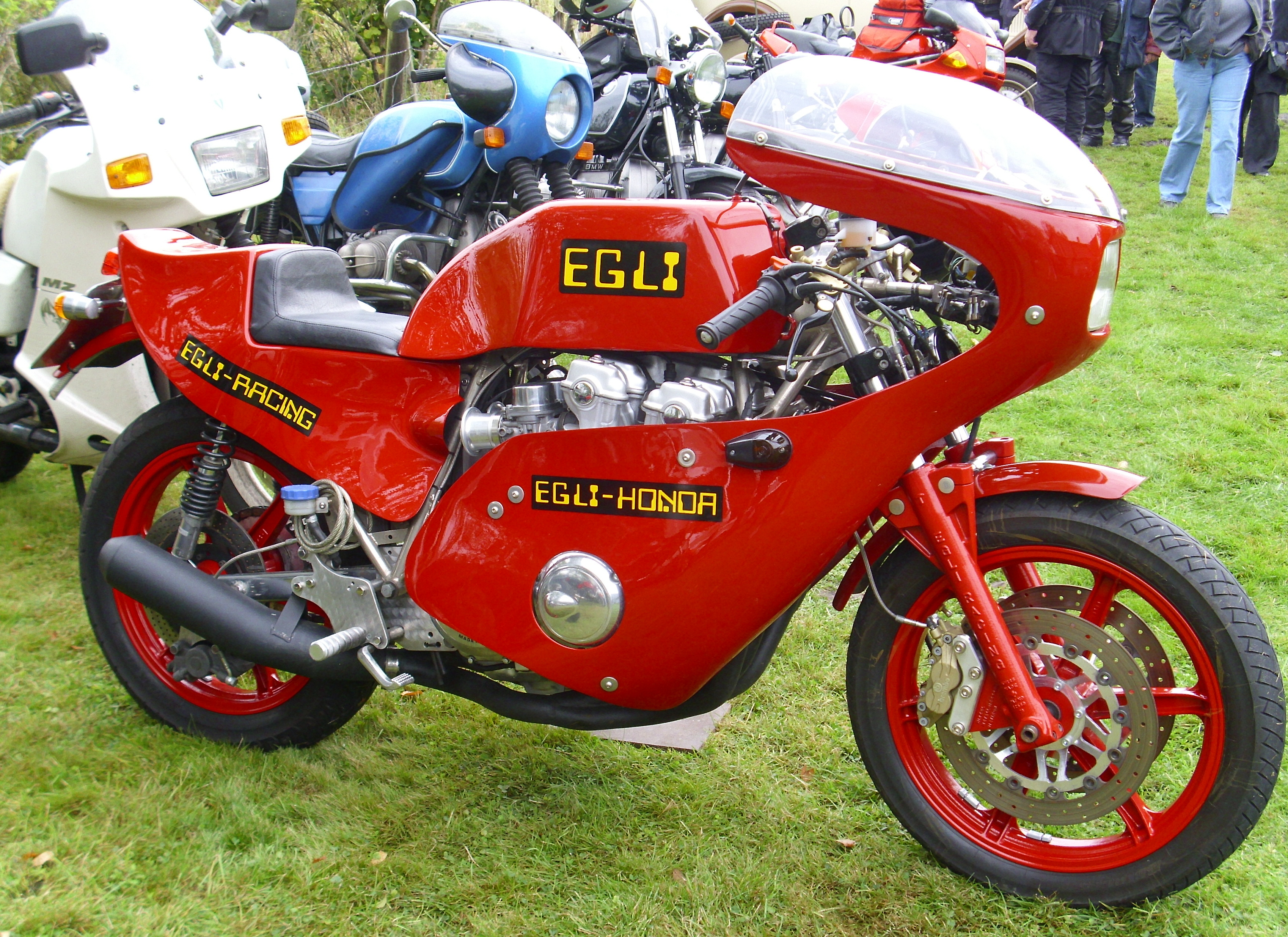
Egli-Honda CB 750